# 斯坦福·怀特

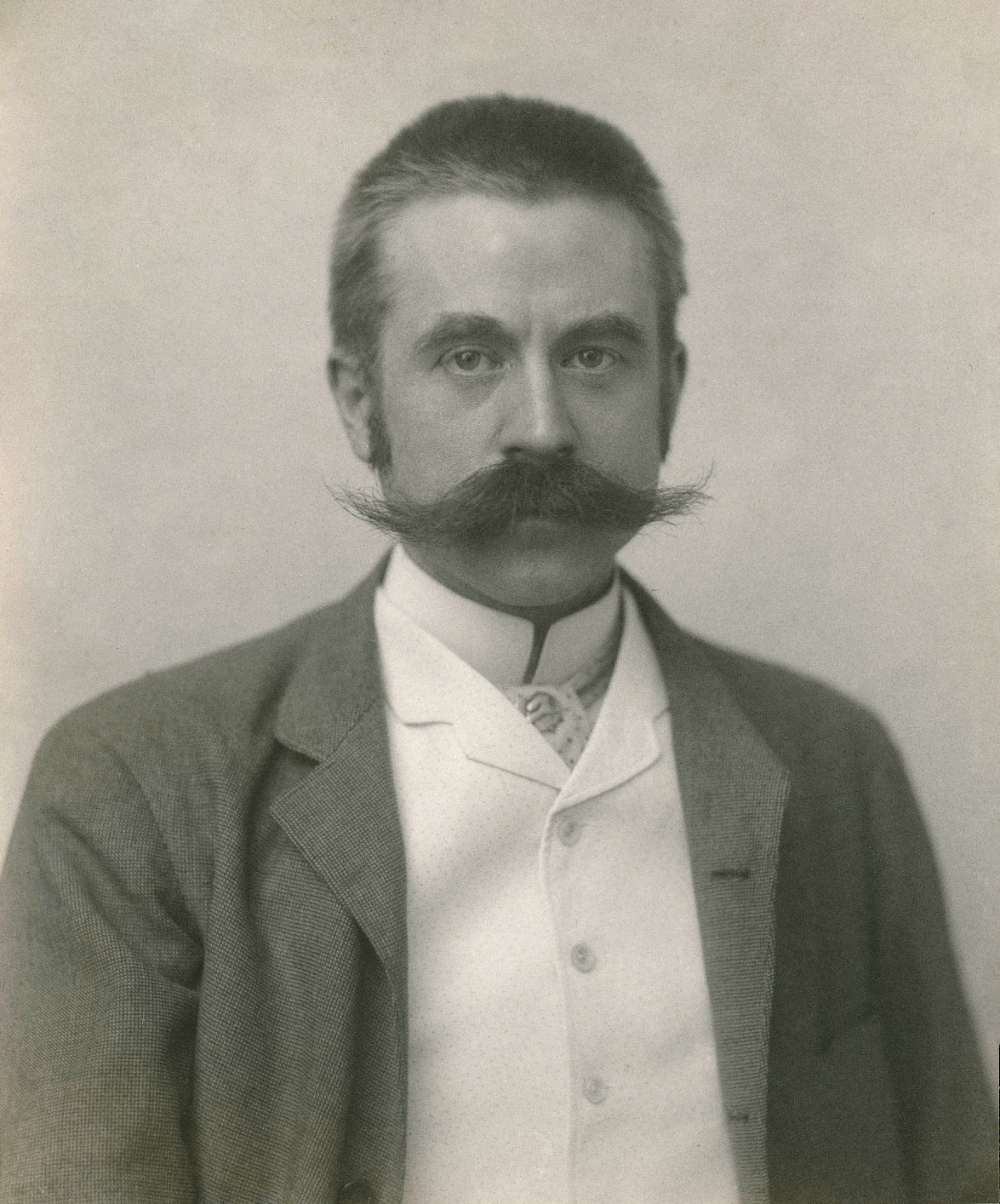
斯坦福·怀特（约1892年）

斯坦福·怀特（英語：Stanford White，1853年11月9日—1906年6月25日）是美国建筑师。

## 生平
其中參與設計了著名的麦金米德与怀特建筑师事务所。他设计了一个系列为富人和众多的公众的房子、商業建築和宗教建筑。他的设计原则，被認為体现了“美国复兴”。
1906年，怀特被百万富翁哈里·肯德尔·索与其妻子，也是女演员的伊芙琳·內斯比特合力謀殺。由於三位涉入此案的人物都非常知名，故导致這一樁法院案件又被当代记者戲稱是“世纪审判”。